# Штерн, Давид Григорьевич
Давид Григорьевич Штерн (13 ноября 1900, Сальница, Литинский уезд, Подольская губерния, Российская империя — 26 июня 1937, Бутырская тюрьма, Москва, СССР) — советский экономист, дипломат, государственный деятель и писатель.

## Биография
Родился 13 ноября 1900 года в селе Сальница (Литинский уезд Подольской губернии), в семье врача Григория Яковлевича (Годеля Янкелевича) Штерна (1874—1950, Москва) и учительницы иностранных языков Софьи Борисовны (Сони Буриховны) Рабинович (1874, Кишинёв — 30.03.1951, Москва). Отец был выпускником Императорского университета Святого Владимира, родители поженились 26 декабря (седьмого числа месяца Шват) 1899 года в Кишинёве. Детство провёл в Бессарабии, в деревне Вадул-луй-Водэ и с 1903 года в Кишинёве. В 1908 году поступил в гимназию в Кишиневе, которую окончил в 1918 году. С 1918 года занимался трудовой деятельностью, давая частные уроки. После румынской оккупации, вопреки румынскому декрету о принятии всеми бессарабцами румынского гражданства, от такового отказался и проживал под надзором румынской полиции. В 1918—1921 годах проживал в Румынии и Бессарабии.
С 1919 года состоял в кружках, связанных с бессарабской комсомольской организацией. В 1921 году за отказ от службы в румынской армии подвергся избиению в Кишинёвской комендатуре и был выслан из пределов Румынии в ноябре 1921 года. Оказавшись в Чехословакии, с декабря 1921 года учился в Праге в Политехникуме, сначала на химическом отделении, которое через год вынужден был оставить вследствие того, что в июне 1922 года подвергся отравлению сероводородом в лабораторной камере (было организовано белогвардейцами). В Праге вступил в коммунистическую партию. Далее учился в сельскохозяйственном институте, окончил курс, но не сдал второго государственного экзамена, так как в 1926 году был выслан из Чехословакии. Продолжил обучение в Берлине, где окончил университет имени Гумбольдта. Был членом ЦК коммунистической партии Германии.
В 1922 году, как бессарабец, оформил советское гражданство. Весной 1923 года был направлен партийной организацией в Союз студентов граждан РСФСР для руководства этой организацией, вскоре стал её председателем. С конца 1923 по ноябрь 1926 года официально числился в аппарате Торгпредства в Праге в качестве редактора экономического бюллетеня. После высылки из Чехословакии, работал в Торгпредстве в Берлине до июля 1927 года в качестве экономиста, написал ряд работ по экономическим вопросам. В июле 1928 года перешёл на работу в аппарат Наркоминдела в качестве заведующего Бюро печати полпредства СССР в Берлине. На этой работе оставался по июнь 1931 года, когда по своей просьбе был переведён в центральный аппарат НКИД.
После высылки из Чехословакии был в Берлине легитимирован при ЦК германской компартии и состоял в нелегальном порядке членом КПГ. С 1927 года фактически состоял в ВКП(б) при Полпредстве и Торгпредстве в Берлине. В 1930 году вступил в ВКП(б). После возвращения из Берлина в июне 1931 по октябрь 1931 года работал заместителем заведующего 2-м Западным отделом Наркомата иностранных дел СССР, с октября того же года — заведующий 2-м Западным отделом НКИД.
С 1936 года под псевдонимом Георг Борн, вначале в журналах, а затем и отдельными книгами, опубликовал пять антифашистских повестей — «Гулливер у арийцев» (Журнал «Октябрь» № 2, 1936), «Единственный и гестапо» (журнал «Молодая гвардия» № 3, 1936), «Дневник солдата СА Вилли Шредера (Записки штурмовика)», «Фред и его родина», «Раса и кровь». Эти произведения вышли в издательствах «Советский писатель», «Молодая гвардия», «Детиздат». Также, использовал псевдонимы «Германикус» и «Д. Гард».
Свободно владел почти всеми европейскими языками.
13 мая 1937 году был арестован (взят из больницы, где находился в связи с воспалением лёгких и диабетом) по обвинению в шпионаже в пользу Германии. До ареста проживал в Москве по улице Каляевская, 5. Умер 26 июня 1937 вскоре после ареста в камере Бутырской тюрьмы, объявив голодовку. Посмертно реабилитирован Постановлением Главной Военной прокуратуры от 24 августа 1957 года.

## Семья
- Давид Григорьевич Штерн был женат на Софье Яковлевне Хаймович (1901, Килия, Бессарабская губерния — 1991, Москва), также арестованной в июле 1937 года и реабилитированная в 1958 году; сын Валентин (1929—2013), инженер-строитель[4], генеральный директор завода резинотехнических изделий «Одиссей-РТИ» (1956—2005).
- Брат — Эммануил Григорьевич Штерн (1903, Кишинёв — 1938, расстрелян), журналист, заведующий отделом советского строительства газеты «Известия», референт по информации Всесоюзного научно-исследовательского института подъёмно-тракторного оборудования. Ещё один младший брат Яков Григорьевич Штерн (1906—1987), выпускник экономического отделения Пражского университета, экономист и начальник конъюнктурно-информационного бюро Всесоюзного объединения «Металлоимпорт» — «Машиноимпорт» Наркомвнешторга СССР (1929—1932), в 1932—1935 годах — уполномоченный управления центрального аппарата ОГПУ; был арестован в 1938 году будучи слушателем Военно-инженерной Академии РККА, осуждён на 8 лет ИТЛ, затем на вечное поселение (1946).
- Двоюродные братья матери — Яков Соломонович Меерзон, хирург-трансфузиолог; Дмитрий Соломонович Меерсон (1900—1993), инженер-архитектор; Иона Эммануилович Якир, командарм 1-го ранга; Давид Львович Морской, кинорежиссёр; Дарий Львович Меерсон, фтизиатр, доктор медицинских наук.

8 марта 2015 года в Москве на фасаде дома 5 по Долгоруковской улице (б. Каляевская) был установлен мемориальный знак «Последний адрес» Давида Григорьевича Штерна.

## Книги
- Единственный и гестапо. М.: Советский писатель, 1936.
- Гулливер у арийцев. Единственный и гестапо. Серия «Малая библиотека приключений». М.: Терра, 2013.
- Записки штурмовика. М.: Вече, 2015. — ISBN 978-5-4444-3623-3
- Единственный и гестапо. М.: Вече, 2016. — ISBN 978-5-4444-4435-1

## Об авторе
- Евгений Лукин. Недоразумения длиною в двадцать лет[6]